# Pablo Arboine
Pablo César Arboine Carmona (Siquirres, Limón, Costa Rica, 3 de abril de 1998) es un futbolista costarricense que juega como defensa en el Deportivo Saprissa de la Primera División de Costa Rica.

## Trayectoria

### Santos de Guápiles
Pablo Arboine creció en La Francia de Siquirres de la provincia limonense. Desarrolló sus capacidades en el atletismo y llegó a participar en las competencias de 100 y 200 metros, correspondientes a los Juegos Centroamericanos, en las cuales salió como el vencedor. Sin embargo, a pesar de tener la oportunidad de representar a su nación en territorio salvadoreño, prefirió quedarse para continuar entrenándose en el fútbol. Hizo las divisiones inferiores en el Santos de Guápiles y posteriormente fue promovido al primer equipo.
Su debut oficial lo llevó a cabo el 10 de febrero de 2016, en el juego por la sexta jornada del Campeonato de Verano, contra Liberia en el Estadio Ebal Rodríguez. En esa ocasión apareció en el once inicial del entrenador Johnny Chaves, disputó la totalidad de los minutos y el marcador culminó con derrota ajustada de 0-1. Estadísticamente contabilizó cinco presencias en toda la competencia, mientras que su club acabó en la undécima colocación con dieciocho puntos.
En la primera fecha del Campeonato de Invierno 2016, su conjunto hizo frente a Alajuelense, el 17 de julio en el Estadio Ebal Rodríguez. Pablo fue titular, recibió tarjeta amarilla y el resultado balanceado sin goles prevaleció al término de los 90 minutos. En el vigésimo segundo partido de la primera fase de la liga nacional, su conjunto enfrentó al Cartaginés en el Estadio "Fello" Meza. La victoria con cifras de 2-3 aseguró el cuarto sitio para su grupo con 35 puntos, y además un cupo para la cuadrangular final. Sin embargo, en esta etapa, los santistas no tendrían protagonismo a causa de su rendimiento de cuatro derrotas en seis compromisos. Por otra parte, Arboine no vio acción en estos juegos.
Para la siguiente competición, el Campeonato de Verano 2017, el defensor ocupó la mayor parte de su tiempo debido a los deberes internacionales con la Selección Sub-20 de Costa Rica. Únicamente disputó dos cotejos del torneo, para un total de 149 minutos de acción.

## Selección costarricense

### Categorías inferiores

#### Eliminatoria al Campeonato Sub-17 de Concacaf 2015
El 31 de octubre de 2014, Luis Fernando Fallas, entrenador de la Selección Sub-17 de Costa Rica, dio en conferencia de prensa la lista de 18 futbolistas que participarían en la Eliminatoria Centroamericana previa al Campeonato de Concacaf del año siguiente; en su nómina destacó la integración de Pablo Arboine. El 4 de noviembre fue la primera fecha de la triangular, en la cual su nación enfrentó al combinado de Belice en el Estadio Edgardo Baltodano. En esa oportunidad, el defensa fungió en la suplencia, y a pesar de iniciar perdiendo desde el primer minuto de partido, su selección logró dar vuelta el resultado y triunfar con cifras de 3-1. Cuatro días posteriores fue el encuentro ante El Salvador en el mismo escenario deportivo. El jugador quedó nuevamente en el banquillo y la victoria de 2-1 aseguró el liderato del grupo A con 6 puntos y el pase directo a la competencia continental.

#### Campeonato Sub-17 de Concacaf 2015
Bajo la dirección técnica del argentino Marcelo Herrera, la categoría costarricense enfrentó el Campeonato Sub-17 de la Concacaf de 2015, competencia que se realizó en territorio hondureño. El 28 de febrero fue la primera fecha contra Santa Lucía en el Estadio Olímpico Metropolitano. Mediante los dobletes de sus compañeros Andy Reyes y Kevin Masis, su nación triunfó con cifras de goleada 0-4. La segunda jornada del torneo del área se efectuó el 3 de marzo ante Canadá, en el mismo escenario deportivo. El marcador concluyó en pérdida de 2-3. Tres días después su país volvería a ganar, siendo esta vez con resultado de 4-1 sobre Haití. El 9 de marzo se dio un triunfo 2-0 contra Panamá y tres días posteriores el empate a un tanto frente al combinado de México. Con este rendimiento, los costarricenses se ubicaron en la zona de repechaje y el 15 de marzo se llevó a cabo el compromiso por esta definición en el Estadio Francisco Morazán, donde su conjunto tuvo como adversario a Canadá. La victoria de 3-0 adjudicó la clasificación de su selección al Mundial Sub-17 que tomaría lugar ese mismo año.

#### Mundial Sub-17 de 2015
El director técnico de la selección Marcelo Herrera, dio la lista de convocados para el Campeonato Mundial de 2015, desarrollado en Chile. Anteriormente, su país enfrentó partidos amistosos contra conjuntos argentinos y el 6 de agosto se dio a conocer que estaría en el grupo E. El primer encuentro se realizó el 19 de octubre en el Estadio Municipal de Concepción frente a Sudáfrica; sus compañeros Kevin Masis y Andy Reyes anotaron para el triunfo de 2-1, mientras que Pablo jugó la totalidad de los minutos. Tres días después, su país tuvo el segundo cotejo contra Rusia en el mismo escenario deportivo; el empate a un gol prevaleció hasta el final. El 25 de octubre fue el último partido de la fase de grupos ante Corea del Norte en el Estadio Regional de Chinquihue; el marcador fue con derrota de 1-2. Según los resultados obtenidos en esta etapa, su país alcanzó el segundo lugar con 4 puntos y con esto, el pase a la ronda eliminatoria. El 29 de octubre se efectuó el juego de los octavos de final de la competencia, donde su selección enfrentó a Francia. Arboine fue titular y la igualdad sin anotaciones provocó que esta serie se llevara a los lanzamientos desde el punto de penal, en la cual el 3-5 favoreció a los costarricenses, y logrando así su primera clasificación a cuartos de final desde que se estableció el actual formato. El 2 de noviembre se llevó a cabo el encuentro contra Bélgica, en el que su combinado perdió con marcador de 1-0, quedando eliminado.
| Mundial                     | Sede  | Resultado        |
| --------------------------- | ----- | ---------------- |
| Copa Mundial Sub-17 de 2015 | Chile | Cuartos de final |

#### Campeonato Sub-20 de Concacaf 2017
El representativo costarricense Sub-20, para el Campeonato de la Concacaf de 2017, se definió oficialmente el 10 de febrero. En la lista de convocados que dio el director técnico Marcelo Herrera se incluyó al defensor. El primer partido fue el 19 de febrero en el Estadio Ricardo Saprissa, donde su combinado enfrentó a El Salvador. En esta oportunidad, Arboine aguardó desde la suplencia, mientras que el resultado concluyó con la derrota inesperada de 0-1. La primera victoria de su país fue obtenida tres días después en el Estadio Nacional, con marcador de 1-0 sobre Trinidad y Tobago, y el anotador fue su compañero Randall Leal por medio de un tiro libre. El 25 de febrero, en el mismo escenario deportivo, la escuadra costarricense selló la clasificación a la siguiente ronda como segundo lugar tras vencer con cifras de 2-1 a Bermudas. El 1 de marzo, su conjunto perdió 2-1 contra Honduras, y dos días después empató a un tanto frente a Panamá. Con este rendimiento, la selección de Costa Rica quedó en el segundo puesto con solo un punto, el cual fue suficiente para el avance a la Copa Mundial que tomaría lugar en Corea del Sur. Estadísticamente, el zaguero acumuló 360 minutos de acción en un total de cuatro juegos disputados.

#### Mundial Sub-20 de 2017
Durante la conferencia de prensa dada por el entrenador Marcelo Herrera, el 28 de abril, se hizo oficial el anuncio de los 21 futbolistas que tuvieron participación en la Copa Mundial Sub-20 de 2017 con sede en Corea del Sur. En la lista apareció el defensa Pablo Arboine, siendo este su segundo torneo del mundo después de su actuación con la Sub-17 en 2015.
El compromiso que dio inicio con la competición para su país fue ejecutado el 21 de mayo en el Estadio Mundialista de Jeju, donde tuvo como contrincante a Irán. El defensa esperó desde el banquillo en la derrota inesperada de 1-0. En el mismo recinto deportivo se disputó el segundo juego contra Portugal, esto tres días después. Aunque su escuadra empezó con un marcador adverso, su compañero Jimmy Marín logró igualar las cifras, mediante un penal, para el empate definitivo a un tanto. La primera victoria para su grupo fue el 27 de mayo ante Zambia en el Estadio de Cheonan, de manera ajustada con resultado de 1-0 cuyo anotador fue Jostin Daly. El rendimiento mostrado por los costarricenses les permitió avanzar a la siguiente fase como mejor tercero del grupo C con cuatro puntos. El 31 de mayo fue el partido de los octavos de final frente a Inglaterra, en el Estadio Mundialista de Jeonju. Para este cotejo, su nación se vería superada con cifras de 2-1, insuficientes para trascender a la otra instancia. Por otra parte, el zaguero contabilizó 126 minutos de acción en dos apariciones.
| Mundial                     | Sede          | Resultado        |
| --------------------------- | ------------- | ---------------- |
| Copa Mundial Sub-20 de 2017 | Corea del Sur | Octavos de final |

#### Juegos Centroamericanos 2017
El 29 de noviembre de 2017, Arboine entró en la lista oficial de dieciocho jugadores del entrenador Marcelo Herrera, para enfrentar el torneo de fútbol masculino de los Juegos Centroamericanos, cuya sede fue en Managua, Nicaragua, con el representativo de Costa Rica Sub-21. Debutó como titular —con la dorsal «3»— y completó la totalidad de los minutos en el primer juego del 5 de diciembre, contra Panamá en el Estadio Nacional. El único tanto de su compañero Andy Reyes al 66' marcó la diferencia para el triunfo por 1-0. Para el compromiso de cuatro días después ante El Salvador, el lateral entraría de cambio en el epílogo del tiempo por Reyes mientras que el resultado se consumió empatado sin goles. Los costarricenses avanzaron a la etapa eliminatoria de la triangular siendo líderes con cuatro puntos. El 11 de diciembre apareció en el once inicial y jugó los 90 minutos en la victoria de su país 1-0 —anotación de Esteban Espinoza— sobre el anfitrión Nicaragua, esto por las semifinales del torneo. La única derrota de su grupo se dio el 13 de diciembre, por la final frente a Honduras (1-0), quedándose con la medalla de plata de la competencia.
| Juegos                       | Sede      | Resultado  |
| ---------------------------- | --------- | ---------- |
| Juegos Centroamericanos 2017 | Nicaragua | Subcampeón |

#### Juegos Centroamericanos y del Caribe 2018
El 6 de julio de 2018, se anunció el llamado de la selección Sub-21 dirigida por Marcelo Herrera para conformar la nómina que le haría frente al torneo de fútbol de los Juegos Centroamericanos y del Caribe, lista en la cual Arboine quedó dentro del selecto grupo. Realizó su debut el 20 de julio en el Estadio Romelio Martínez de Barranquilla contra el anfitrión Colombia, donde alcanzó la totalidad de los minutos en la derrota por 1-0. Dos días después pero en el mismo escenario deportivo, Arboine saldría de cambio al comienzo del segundo tiempo por Esteban Espinoza mientras que su escuadra sumó la primera victoria de 3-2 sobre Trinidad y Tobago. Tras el nuevo revés dado el 24 de julio ante Honduras con marcador de 1-2, su selección quedó eliminada en fase de grupos y ocupó el tercer lugar de la tabla.
| Juegos                                    | Sede     | Resultado      |
| ----------------------------------------- | -------- | -------------- |
| Juegos Centroamericanos y del Caribe 2018 | Colombia | Fase de grupos |

El 15 de julio de 2019, Arboine fue convocado por Douglas Sequeira en la selección Sub-23 para jugar la eliminatoria al Preolímpico de Concacaf. Dos días después fue su debut frente a Guatemala en el Estadio Doroteo Guamuch Flores, donde el futbolista apareció como titular con la dorsal «3» y el resultado se consumió en victoria por 0-3. A pesar de la derrota dada el 21 de julio por 0-2 en la vuelta en el Estadio Morera Soto, su combinado logró clasificarse al torneo continental.

### Selección absoluta
El 18 de enero de 2019, es convocado por primera vez al combinado absoluto dirigido por el entrenador Gustavo Matosas. El 2 de febrero se llevó a cabo el partido en fecha no FIFA contra Estados Unidos en el Avaya Stadium, en el que Arboine fue titular por 86 minutos y su combinado perdió con marcador de 2-0.
El 23 de enero de 2020, Arboine regresa a una nómina de selección esta vez dirigida por Ronald González, con el motivo de efectuar un fogueo en fecha no FIFA. El 1 de febrero se dio el juego frente a Estados Unidos en el Dignity Health Sports Park. Arboine se quedó en la suplencia y su país perdió por la mínima 1-0.
El 18 de marzo de 2021, Arboine es convocado por González para jugar dos fogueos en el continente europeo. Para esta fecha FIFA de amistosos, Pablo fue suplente en los dos partidos ante Bosnia y Herzegovina (0-0) y México (derrota 1-0).

## Clubes
| Club               | País       | Año               |
| ------------------ | ---------- | ----------------- |
| Santos de Guápiles | Costa Rica | 2016 - 2019       |
| Sarpsborg 08 F. F. | Noruega    | 2019              |
| H. B. Køge         | Dinamarca  | 2019              |
| A. D. San Carlos   | Costa Rica | 2020              |
| Santos de Guápiles | Costa Rica | 2021 - 2022       |
| Deportivo Saprissa | Costa Rica | 2022 - Actualidad |

## Palmarés

### Títulos nacionales
| Título                         | Club               | País       | Año  |
| ------------------------------ | ------------------ | ---------- | ---- |
| Primera División de Costa Rica | Deportivo Saprissa | Costa Rica | 2022 |
| Primera División de Costa Rica | Deportivo Saprissa | Costa Rica | 2023 |
| Supercopa de Costa Rica        | Deportivo Saprissa | Costa Rica | 2023 |
| Primera División de Costa Rica | Deportivo Saprissa | Costa Rica | 2023 |
| Primera División de Costa Rica | Deportivo Saprissa | Costa Rica | 2024 |